# 三乙基铝
三乙基铝是一种金属有机化合物，化学式为Al2(C2H5)6。它是挥发性的无色液体，遇空气自燃。它可以纯品保存于不锈钢容器中，或溶于烃类溶剂储存。它是齐格勒-纳塔催化剂的必要组分。

## 制备
三乙基铝可由铝、氢气和乙烯的化合反应制得：
2 Al + 3 H2 + 6 C2H4 → Al2(C2H5)6
铝粉和氯乙烷反应，得到倍半氯化乙基铝，它经金属钠还原后得到三乙基铝：
3 Al2Cl3(C2H5)3  +  9 Na  →  2 Al2(C2H5)6  +  2 Al  +  9 NaCl
此外，三丙基铝和乙烯反应、二乙基汞或三乙基镓在加热下和铝反应，也能制得三乙基铝。

## 反应
三乙基铝的Al–C键具有极性，接受质子后放出乙烷：
Al2(C2H5)6  +  6 HX  →  2 AlX3  +  6 C2H6
像醇或端基炔烃这样的弱酸也能参与反应，例如它和异丙醇反应，得到二乙基异丙醇铝；和苯乙炔反应，得到二乙基(苯乙炔基)铝。
它和四氯化锡在乙醚中反应，得到三乙基氯化锡。它和氯化锌反应，生成二乙基锌：
Al2(C2H5)6 + ZnCl2 → Zn(C2H5)2 + 2 (C2H5)2AlCl